# 24時間テレビ 愛は地球を救う11
24時間テレビ「愛は地球を救う」11は、日本テレビ系列にて1988年8月27日（土）17:00 - 8月28日（日）19:00まで生放送された11回目となる『24時間テレビ』である。

## 概要
日本テレビ開局35年記念特別番組として放送された。
メインテーマは『君は地球のボランティア お年寄りに在宅福祉を、障害者に社会参加を!』
放送時間が土曜17:00 - 日曜19:00に変更された（終了直後の日曜19時からプロ野球中継）。この回から『チャリティー笑点』が始まった。

## 出演者

### 総合司会
- 徳光和夫（当時・日本テレビアナウンサー）
- 久和ひとみ
- 小牧ユカ
- アグネス・チャン

### チャリティーパーソナリティー
- 後藤久美子

### その他
- 萩本欽一
- 沢口靖子
- 長島茂雄
- 来生たかお
- 山口美江
- 福留功男

- 竜童組
- さだまさし
- 宇崎竜童
- チョー・ヨンピル
- 谷村新司
- 米米CLUB
- SHOW-YA

- 野沢直子
- レオナルド熊
- ケント・デリカット
- 石井光三
- 西川きよし
- 中尾ミエ
- マリアン
- 桂三木助
- マリーン
- 岡安由美子
- 渡辺正行
- 小宮孝泰
- 吉村明宏
- 大沢逸美

- 少年隊
- 光GENJI
- 酒井法子
- 浅香唯
- 立花理佐
- 生稲晃子
- 島田奈美
- 芳本美代子
- 中村由真
- 小川範子
- 石田ひかり
- 相川恵里
- 斉藤満喜子
- 東京ボンバーズ

- 森進一
- 森田公一
- ラサール石井
- 山瀬まみ
- 車だん吉
- 天宮良
- 峰竜太
- 川中千景
- 内海和子
- 伊奈かっぺい
- 五月みどり
- 石井明美
- ビリーバンバン
- 新田恵利
- 相楽晴子
- 石野陽子
- 三笑亭夢之助
- 村上幸子
- 岸田智史
- コント山口君と竹田君
- 千葉紘子
- 佐野量子
- 志村香
- 姫乃樹リカ
- 我妻佳代
- 伊藤美紀
- 伊藤智恵理
- 国実百合
- チャイルズ
- オスマン・サンコン
- 石川優子
- 早坂あきよ

- 石川秀美
- 松本伊代
- ヒップアップ
- 田中律子
- パンプキン
- 勇直子
- 鈴木義司
- 富永一朗
- 奥田博之
- 吉本真由美
- キダ・タロー
- 浜村淳
- 春やすこ
- 桂春之輔
- 笑福亭鶴光
- 吉沢京子
- 今いくよ・くるよ
- 海原小浜
- 三好鉄生
- 尾形大作
- 倉橋ルイ子
- 井上あずみ
- シルヴィア
- 清水由貴子
- 大和さくら
- 城之内早苗
- アントン・ウィッキー
- 三船和子
- 土家里織
- 太川陽介
- 網浜直子
- ばってん劇団
- 九十九一
- 藤井一子

- 日本テレビ
  - 中谷久美子
  - 伊東敬文
  - 小倉淳
  - 木村優子
  - 大島典子
  - 山崎裕
- 名球会
  - 金田正一
  - 鈴木啓示
  - 藤田平
  - 山崎裕之
  - 大杉勝男
  - 加藤英司
  - 堀内恒夫
- 読売巨人軍
  - 王貞治
  - 原辰徳
  - 駒田徳広
  - 呂明賜
  - 水野雄仁
  - 中畑清
  - ビル・ガリクソン
  - 篠塚利夫
  - 勝呂博憲
  - 桑田真澄
- ヤクルトスワローズ
  - 関根潤三
  - 尾花高夫
  - 杉浦享
  - 池山隆寛
  - ダグ・デシンセイ
  - 秦真司

- MALTA
- 麻倉未稀
- 森川由加里
- デーブ・スペクター

- 森高千里
- マイケル富岡
- ボーリン・イエン
- デボラ・ムーア
- アニタ・ムイ
- ニッキー・ホーン
- エイス・ワンダー
- バナナラマ
- コリン・テル
- オール・アバウト・イヴ
- ザ・ミッション
- ホットハウス・フラワーズ
- ニコライ・コペルニク
- パベル・コルチャギン
- デビー・ターナー
- ブルーズリーグ
- メンタル・アズ・エニシング
- リトルリバーバンド
- ナンシー・リー
- レッド・ガム
- ニア・ピープルズ
- チープ・トリック
- クール&ザ・ギャング
- リサ・リサ&カルト・ジャム
- Run-D.M.C.
- ファビコラス・サンダーバード
- モザンビーク国立歌舞団
- シュッシャ

- 小森和子
- 浪越徳治郎
- 江戸家猫八
- ジョージ川口
- 中本マリ
- 駒澤大学吹奏楽部
- 見城美枝子
- 鄧樸方
- 上海身体障害者連合
- 三遊亭円楽
- 桂歌丸
- 林家こん平
- 林家木久蔵
- 三遊亭楽太郎
- 三遊亭小遊三
- 三遊亭好楽
- 山田隆夫
- 関東・噺家50名の皆さん
- 鈴木ひとみ

- カンボジアの孤児たち
- シンフォニック・オーケストラ
- ガッシュアウト
- 東京音楽事務所
- 東京少年少女合唱隊
- ザ・バーズ

## 事前番組
- 24時間テレビドラマアンコール「長らえしとき・日本の老後の幸せ求め」
1988年8月27日 土曜12:00 - 13:25
第10回（1987年）の24時間テレビスペシャルドラマの再放送。
- 24時間テレビ超特大予告編「始まるまで待てない」
1988年8月27日 土曜13:30 - 16:45

## タイムテーブル
| 開始時刻   | コーナー                                     |
| ---------- | -------------------------------------------- |
| 27日 17:00 | 君は地球のボランティア                       |
| 27日 18:30 | NNNニュースプラス1                           |
| 27日 18:55 | 天気                                         |
| 27日 19:00 | ナイター情報                                 |
| 27日 19:02 | プロ野球 東京ドーム「巨人×ヤクルト」         |
| 27日 20:54 | 日本人ボランティア物語                       |
| 27日 21:50 | ニュース・天気                               |
| 27日 22:03 | 青春ドラマ「二十歳・もっと生きたい」         |
| 27日 23:30 | NNNきょうの出来事◇スポーツニュース           |
| 28日 00:00 | 衛星生中継・音楽は国境を超える               |
| 28日 05:00 | 若さなら負けない「日本全国元気でーす」       |
| 28日 06:00 | 安心社会をどう作る!「あなたの老後は安心か?」 |
| 28日 09:00 | 飢えて死ぬ子のために何ができるか?            |
| 28日 11:45 | ニュース・天気                               |
| 28日 11:50 | 人情リレー中継「ヒトモジふれ愛日本列島」     |
| 28日 14:00 | アイドル大集合                               |
| 28日 15:25 | ニュース                                     |
| 28日 15:30 | ひろがれ愛の輪                               |
| 28日 17:00 | 欽ちゃん直子出前募金                         |
| 28日 17:20 | 募金御礼大喜利特集「チャリティー笑点」       |
| 28日 18:00 | NNN日曜夕刊                                  |
| 28日 18:15 | グランドフィナーレ                           |